# Maison Beauregard-Keyes
La maison Beauregard-Keyes (en anglais : Beauregard-Keyes House) est une résidence historique située au 1113 Chartres Street dans le Vieux carré français de La Nouvelle-Orléans, en Louisiane.
Il s'agit actuellement d'un musée consacré à certains des anciens résidents de la maison, notamment le général confédéré Pierre Gustave Toutant de Beauregard et l'auteure Frances Parkinson Keyes (en).
Le bâtiment est inscrit sur le registre national des lieux historiques depuis 1975.

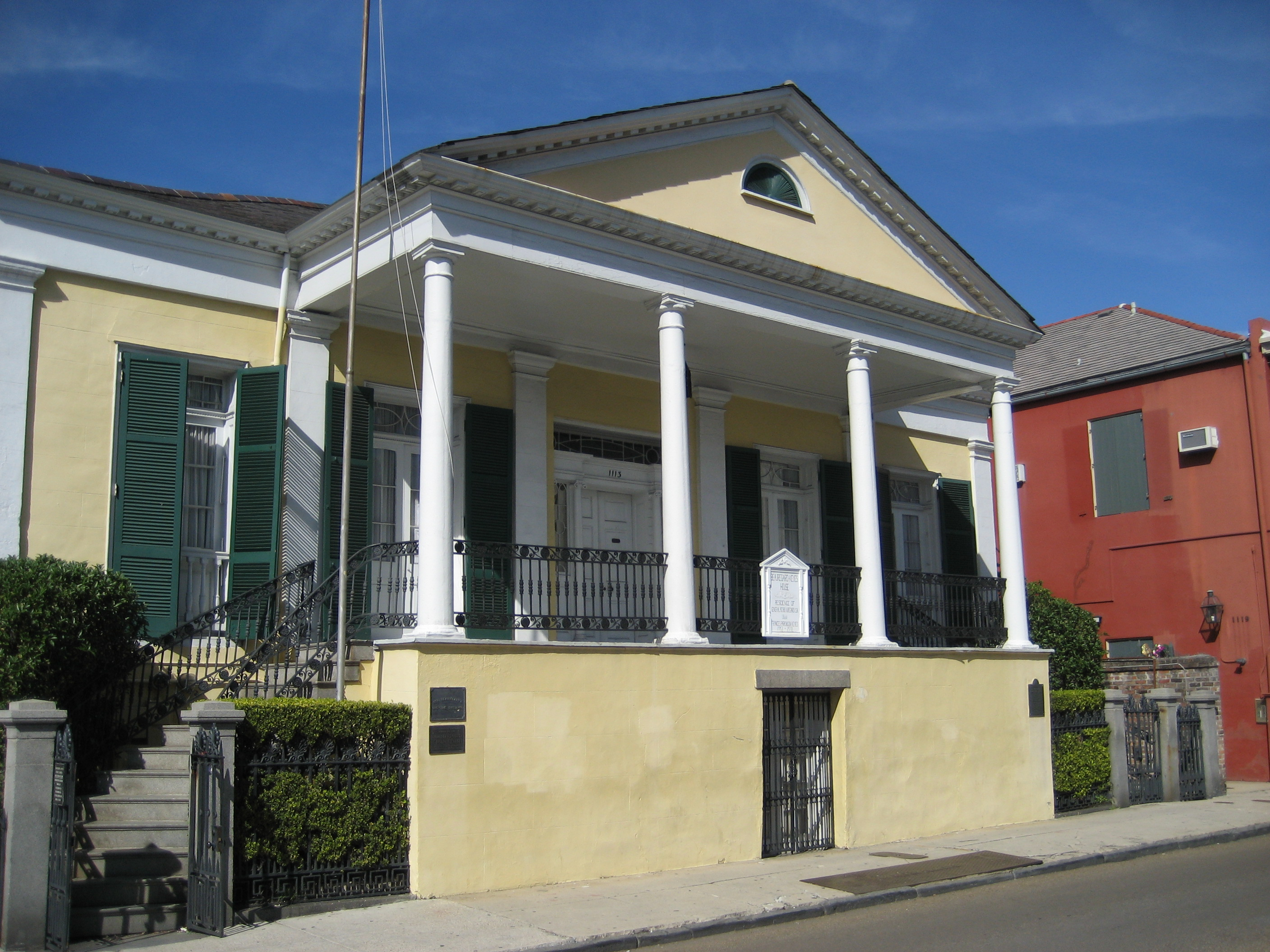
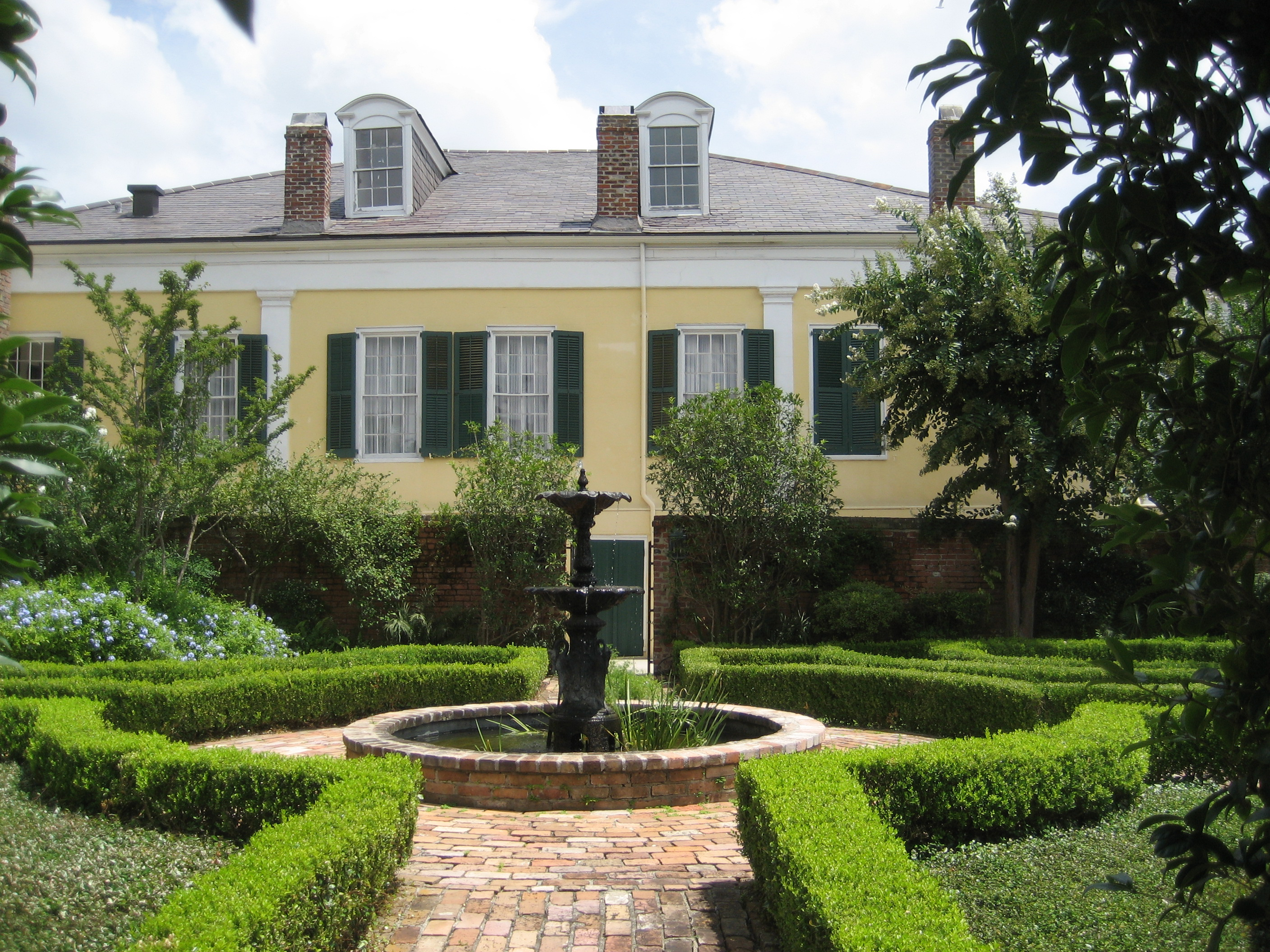
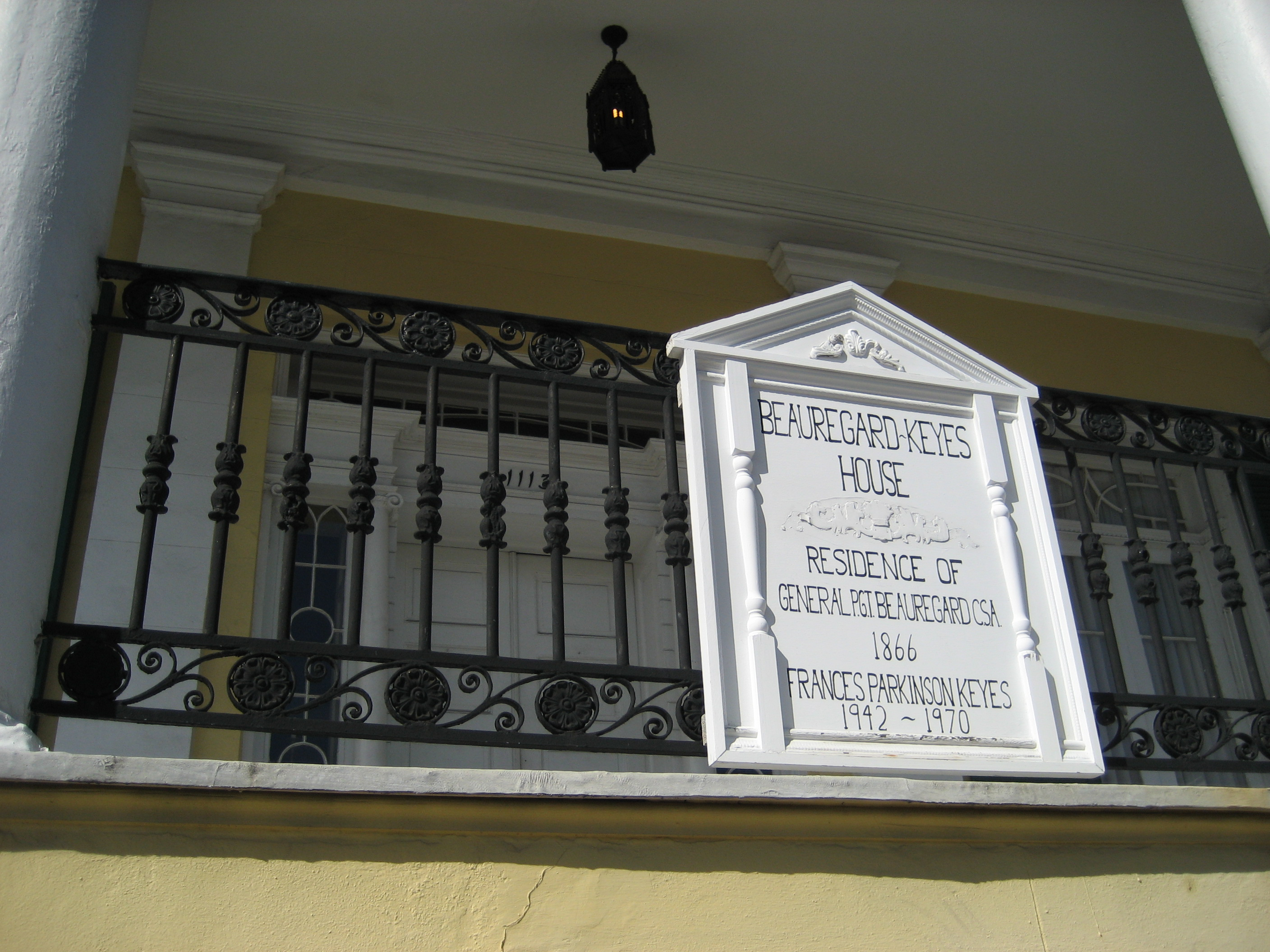